# インペリウム
インペリウム（ラテン語: imperium、英語: imperium。イムペリウムとも）とは、ラテン語で「命令」「帝国」を意味し、起源を王政ローマの王に持つ、法的、軍事的な最高権力。共和政ローマ時代には、コンスル（執政官）、プラエトル（法務官）、ディクタトル（独裁官）といった高位政務官に、クリア民会の票決を経て、基本的には1年の期限付きで与えられたもので、徐々にプロコンスル（執政官代理）、プロプラエトル（法務官代理）にも与えられるようになり、共和政の最後の時期には、複数年にまたがる場合や、私人であってもグナエウス・ポンペイウスのように、ガビニウス法によって与えられる場合もあった。

## 概要
共和政ローマの政務官は、同僚制の原則があり、両者が同格のインペリウムを保持し、その権力が及ぶのは、職能範囲（プロウィンキア）内に制限され、市民に対する懲罰権に対しても、紀元前2世紀までに、死刑には裁判を必要とするようになり、またプロウォカティオ（上訴）する権利も定められた。
ローマが属州を獲得すると、プロウィンキアの定義は、地理的な範囲を指すようにもなったが、属州は同盟国によって分断されている場合もあり、当時どこまでその境界線が厳密に定められていたか不明で、紀元前101年に通過したポルキウス法は、その境界線を守ることを求めたものと理解されてはいるが、実際には同法の認める「rei publicae causa（共和国のための理由）」を根拠に、現場指揮官の裁量で同盟国への介入や、領域外の蛮族に対する懲罰的遠征が行われていた。ポメリウム（ローマ市から1ローマ・マイル以内）から出てインペリウムを保持するためには、カピトリウムで誓いを立て、鳥占いを行い、軍装に改める必要があり、恐らく戻ってきてポメリウムに入ると、自動的に消滅した。プロウォカティオは、裁判無しでの鞭打ち刑や処刑を制限するもので、ポルキウス法によって、ローマ市内だけでなく、属州でも出来るようにはなったが、後にキケロに訴追されたウェッレスのような例もあり、どこまで通用したか疑問で、せいぜい鞭打ちの刑を軽減した程度だと推測する学者もいるものの、インペリウムを手放した後に訴追されるリスクを考えると、ほとんどの保持者は慎重に運用したと思われる。
インペリウムは古代にもはっきりと定義されておらず、学者によって様々な史料を元に再構成された概念で、テオドール・モムゼンは、追放された王の帯びていた、軍事的、法的に絶対的な権力としてインペリウムを想定しており、プロウォカティオと護民官の拒否権によって制限される、ポメリウム内でのインペリウム・ドミと、本来の無限の権力を発揮できる軍事指揮権としてのインペリウム・ミリティアエの2種類の存在を推定し、多少の反論はあるものの概ね受け入れられている。ただ、インペリウム・ドミの存在を裏付ける史料はほとんどなく、政務官はインペリウムがなくともそのポテスタス（職権）によって、市民に対する十分な強制力を持っており、モムゼンはポメリウム内、つまりローマ市内で、コンスルには出来ない裁判を司るプラエトルの持つインペリウム・ドミを、コンスルのものより劣るがある意味より完全なインペリウムであると、かなり苦しい説明をしており、単純にインペリウムは軍事面の、ポテスタスは行政面の権力であると理解した方がよいのではないかとする説もある。キケロは、インペリウムはローマ軍団を指揮する上で絶対に必要なものとしており、スキピオ・アフリカヌスが、私人であってもインペリウムさえあれば軍団を率いているなどといった、様々な事例から、インペリウムはポメリウムの外でのみ通用する、追加的な軍事指揮権であったとも考えられるが、学者の間で完全な同意があるわけではない。
リクトル（衛士）とファスケス（束桿）をインペリウムの象徴とする学者もおり、確かにそれらは権力の象徴ではあったが、モムゼンもインペリウム保持者だけでなく、神官他にもリクトルがついていたことを認めており、ポリュビオスがパトリキ（伝統的貴族）の葬儀にファスケスが掲げられていたことを記録していることなどから、クリア民会と鳥占いによって厳粛に付与されるインペリウムと結びつけるべきではなく、むしろ独裁官がファスケスから取り外さなかった、斧の部分が象徴としてふさわしいとも考えられる。
紀元前27年からはアウグストゥスにインペリウムが連年付与され、最終的にはプロコンスル上級命令権として永続的なインペリウムがアウグストゥスに与えられた。ただし、あくまでインペリウムは属州における軍事指揮権にすぎず、たとえアウグストゥスの上級命令権といえどもローマやイタリア本土における命令権は含まれていなかった。

## 「帝国」としてのインペリウム
彼らに我は国の境も時限も定めず
支配を無限に授けた（imperium sine fine dedi）—ウェルギリウス、『アエネーイス』1.278-279（古川琢磨訳、括弧内原文は編者追記）
共和政期中期になると、インペリウムは「インペリウム（命令権）の及ぶ範囲」という意味でも用いられるようになった。ローマの命令権の及ぶ範囲がインペリウム・ローマーヌム（Imperium Romanum）であり、すなわちローマ帝国である。ローマ人は、インペリウムを空間的な広がりと認識していたようで、アウグストゥスの時代には、インペリウムが及ぶ範囲を世界そのものと考えていたようである。帝政初期の皇帝たちは、自らをインペラトルと呼び、彼らの持つ帝国の支配権を、インペリウム・マイウスと呼んだ。更に、コンスル等に与えられる純粋な意味でのインペリウムではなく、単なる権力を指すためにも用いられるようになった。
古代ローマの歴史家は、アテネ帝国、スパルタ帝国、カルタゴ帝国、マケドニア帝国、ペルシア帝国、バクトリア帝国、パルティア帝国といった強国を指して特別に「帝国（Imperium）」と呼んだ。これらの帝国のうちアテネ帝国、スパルタ帝国、カルタゴ帝国は民主政や寡頭制の帝国であった。また、君主政の帝国の場合には帝国の君主は「王（rex）」と呼ばれた。
こうした共和政ローマ時代のインペリウムの概念は、単に古代ローマ人の用いた用語としてだけではなく、現代に至るまでヨーロッパにおける「帝国」の概念として用いられ続けている。このラテン語のインペリウムが時とともに音韻変化を遂げたものが、日本語において一般に「帝国」と訳されている英語のエンパイア（Empire）やフランス語のアンピール（Empire）である。